# 熊谷瞭子
熊谷 瞭子（くまがい りょうこ、本名：道上 瞭子）は声優・ナレーター・ラジオパーソナリティ。朝日放送テレビエグゼクティブアナウンサー兼常任顧問の道上洋三は夫、かつてスーパー・エキセントリック・シアターで活動していた俳優の道上拓冬（どうじょう拓人）は長男に当たる。

## 来歴・人物
神戸松蔭女子学院大学からの卒業後に、大阪テレビタレントビューローへ所属。関西の声優界では「お母ちゃん」に当たる存在で、夫の洋三とは、『ABCヤングリクエスト』（朝日放送）に「パーソナリティとアシスタント」という間柄で共演したことを機に結婚した。ちなみに、洋三にとっては再婚に当たる。
洋三は再婚後の1977年3月28日から、平日の早朝に『おはようパーソナリティ道上洋三です』（朝日放送→朝日放送ラジオの生放送番組で通称『おはパソ』）を担当。放送中に熊谷のことを「家人（かじん）」と称していたほか、担当の開始から45周年に当たる2021年には、光文社からの刊行に向けて『拝啓、おふくろ』（少年時代の思い出や亡き母に伝えたかったことを綴ったエッセイ）を執筆していた。しかし、自筆原稿の最終チェックへ臨んでいた最中（同年9月11日＝土曜日）に、自宅で脳梗塞を発症。同居している熊谷が洋三の異変に気付くや救急車を呼んだことで、洋三は一命を取り留めたものの、右半身が麻痺した影響で発話や歩行がままならない状況に陥った。洋三は後に、リハビリ専門の施設が備わった病院への転院を経てリハビリに専念。体調は徐々に回復しているが、『おはパソ』へ復帰するまでの目途が立っていないことから、熊谷はスタッフとの協議の末に洋三を2022年3月で『おはパソ』から卒業させることを決めた。その一方で、洋三が推敲中の原稿を看病の合間に自宅で見付けたことをきっかけに、光文社からの承諾と自身（結婚後の本名である「道上瞭子」名義で）の加筆によって『拝啓、おふくろ』の刊行（2022年2月24日）へ漕ぎ着けている。

## 過去の出演番組
- 「おはようパートナー」（ABCラジオ）
- 「ABCヤングリクエスト」 （同上）
- 「サウンド・グラフィティ」 （同上）
- 「クマちゃんの日曜日」（ラジオ大阪）

## CM
- タケダハム
- 大阪府民共済
- 金鳥
- 川崎重工
- 大阪タクシー協会

他

## ナレーション・VP
- 高島屋
- 京阪特急の車内放送（ひらかたパークでのイベント告知）
- 大丸
- 川崎重工

他